# Берёзовая (приток Подкумка)
Берёзовая (Берёзовка) — река протекающая по территории Карачаево-Черкесской Республики и Ставропольскому краю. Правый приток реки Подкумок (бассейн Кумы). Длина реки Берёзовка 22 км. Водосборная площадь 172 км².
Берёт начало на территории Карачаево-Черкесской Республики. В реку впадает 24 притока. Река полноводна, имеет круглогодичный сток. Является главной рекой города Кисловодска — протекает через весь город.
Правый приток — Ольховка.